# کامینگ ووکاوسکی
کامینگ ووکاوسکی (به لهستانی:  Kamień Łukawski) یک روستا در لهستان است که در گمینا دویکوزه واقع شده‌است.
 کامینگ ووکاوسکی  ۱۳۰ نفر جمعیت دارد.